# Erschwil
Erschwil, appelée en français Erginvelier, est une commune suisse du canton de Soleure, située dans le district de Thierstein.

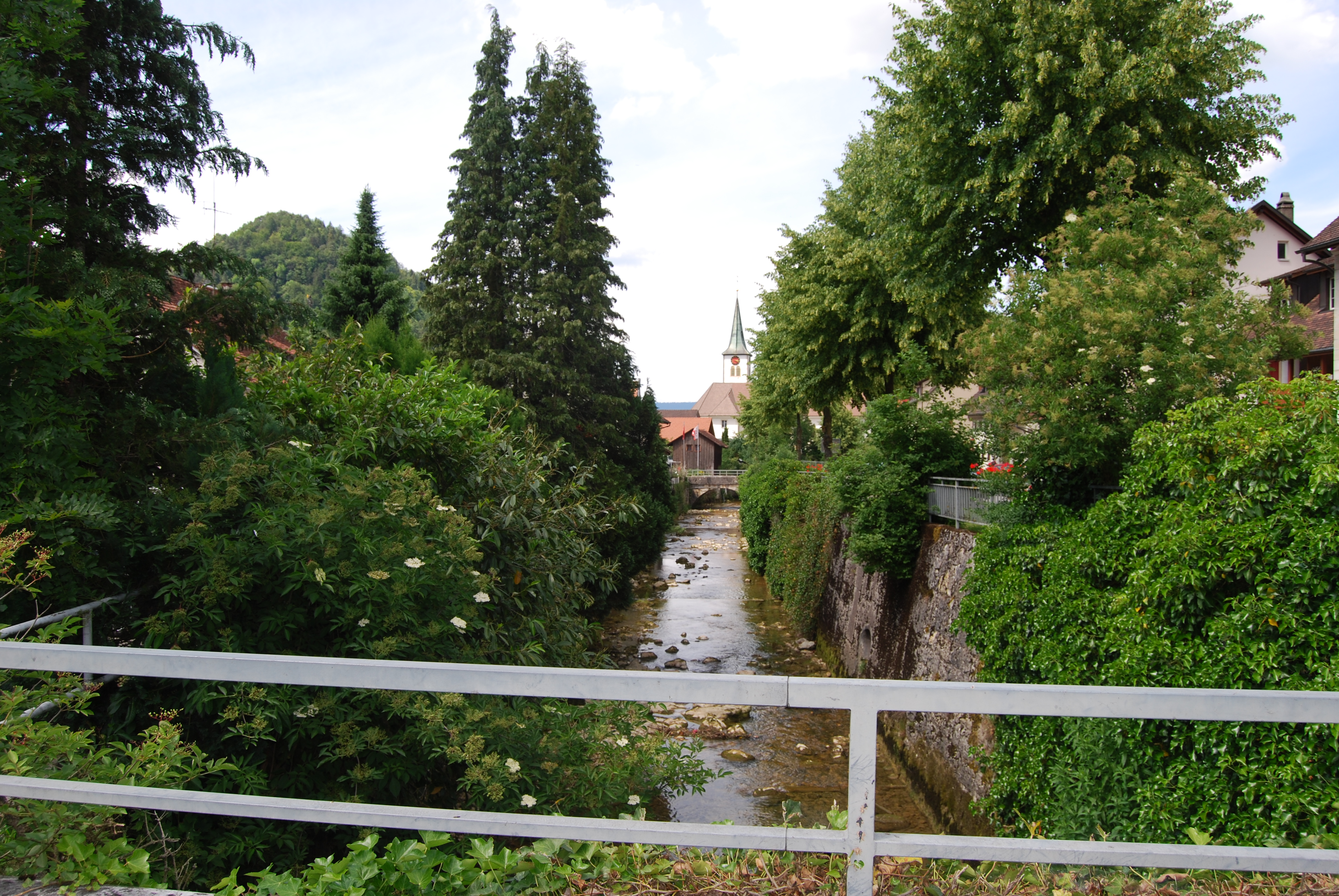
Erschwil.

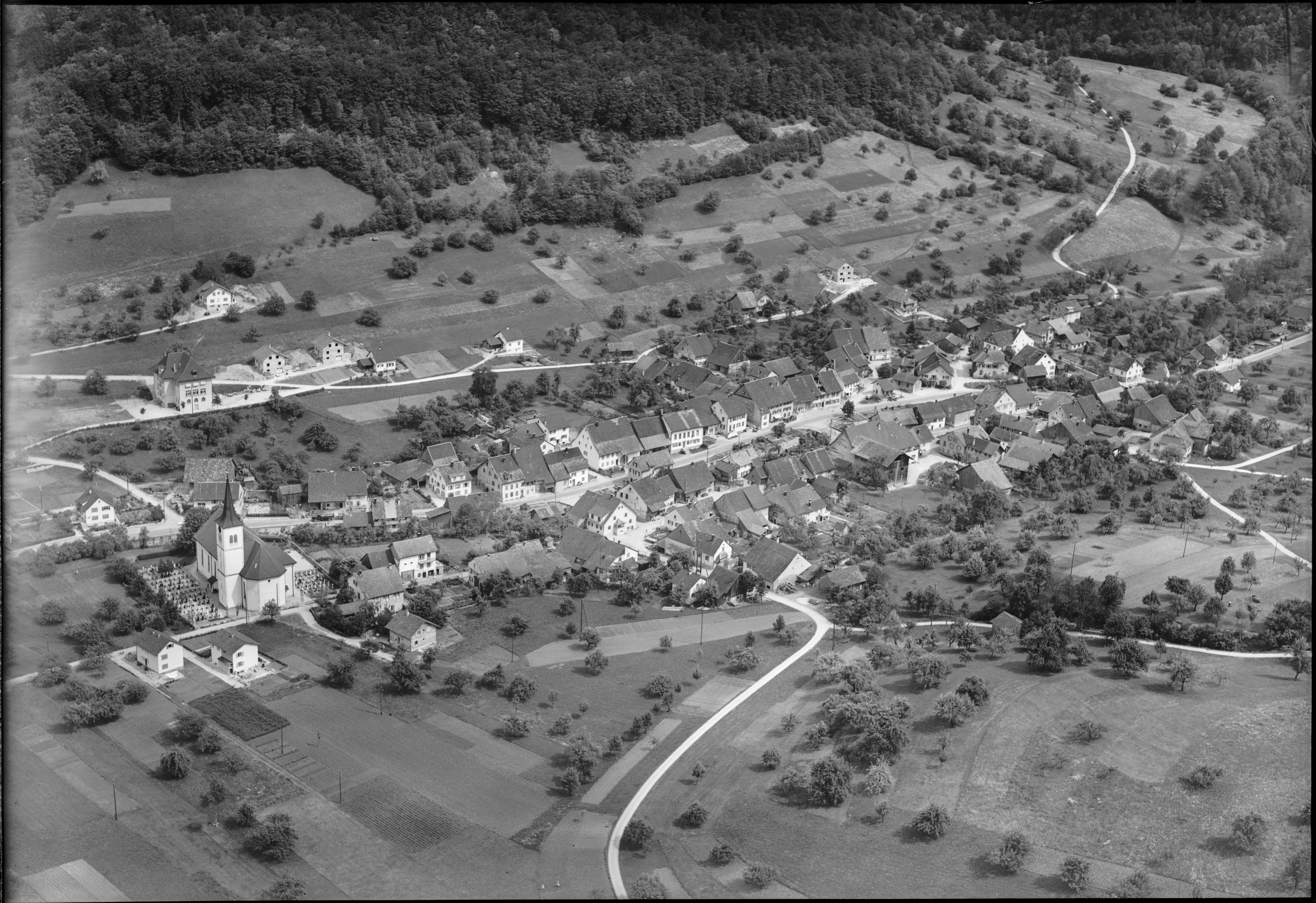
Vue aérienne (1953).